# Stuckey
Stuckey è un comune nella Contea di Williamsburg in Carolina del Sud, Stati Uniti d'America.